# Bösjön, Värmland
Bösjön är en sjö i Årjängs kommun i Värmland och ingår i Göta älvs huvudavrinningsområde. Sjön är 13,9 meter djup, har en yta på 0,999 kvadratkilometer och är belägen 132,6 meter över havet. Sjön avvattnas av vattendraget Karlandabäcken. Vid provfiske har bland annat abborre, braxen, gers och gädda fångats i sjön.

## Delavrinningsområde
Bösjön ingår i det delavrinningsområde (660270-128950) som SMHI kallar för Utloppet av Bösjön. Medelhöjden är 169 meter över havet och ytan är 16,85 kvadratkilometer. Det finns ett avrinningsområde uppströms, och räknas det in blir den ackumulerade arean 23,14 kvadratkilometer. Karlandabäcken som avvattnar avrinningsområdet har biflödesordning 5, vilket innebär att vattnet flödar genom totalt 5 vattendrag innan det når havet efter 272 kilometer. Avrinningsområdet består mestadels av skog (75 procent). Avrinningsområdet har 1 kvadratkilometer vattenytor vilket ger det en sjöprocent på 5,9 procent.

## Fisk
Vid provfiske har följande fisk fångats i sjön:
- Abborre
- Braxen
- Gärs
- Gädda
- Lake
- Löja
- Mört
- Nors